# Barbantus curvifrons
Barbantus curvifrons är en fiskart som först beskrevs av Louis Roule och Angel, 1931.  Barbantus curvifrons ingår i släktet Barbantus och familjen Platytroctidae. Inga underarter finns listade.